# Карл Закс
 Карл Закс  (нім. Carl Sax)  — австрійський дипломат в Туреччині у кінці 19 ст, етнограф, географ .

## „Етнографічна карта Європейської Туреччини..."

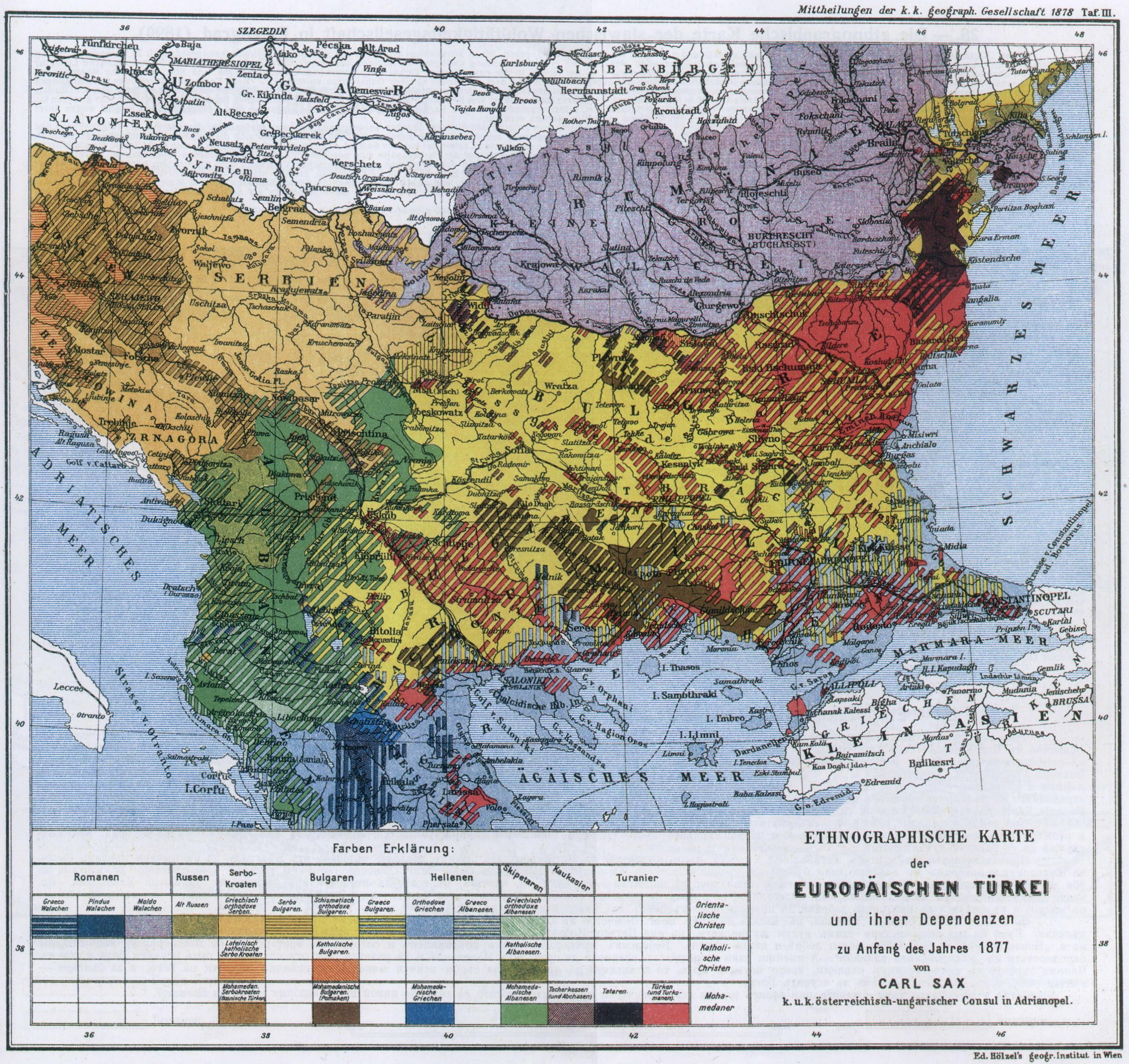
„Етнографічна карта Європейської Туреччини..." Карла Закса (1877)

Автор Карл Закс. Назва „Етнографічна карта Європейської Туреччини..."  („Ethnographische Karte der europäischen Türkei und ihrer Dependenzen zur Zeit des Beginns des Krieges von 1877 von Karl Sax, K. und K. Österreich-ungarischer Konsul in Adrianopel”.  Видавництво "Gerold in Komm". Масштаб мапи 1: 3 800 000. Відень 1878 р.   Протягом 17 років збирав матеріали з етнографії Балканського півострова. Опублікував етнічну карту на Балканський регіон. Австрійське географічне товариство високо оцінило наукову достовірність  його карти. В легенді карти показано взаємозв'язок етнічності й конфесійності. В районі Кілії (гирло Дунаю) позначені Russen.